# Centro de Divulgação Científica e Cultural
O Centro de Divulgação Científica e Cultural (CDCC), instalado no prédio da antiga Società Dante Alighieri e localizado na cidade de São Carlos-SP, foi criado em 1980 e tem como principal objetivo estabelecer um sistema de apoio didático-pedagógico às escolas, seus professores e alunos, bem como promover e fomentar atividades de divulgação científica e cultural.

## História
O CDCC foi idealizado em 1980 por professores da USP, em especial Dietrich Schiel (1940-2012), além de professores do ensino de primeiro e segundo grau da cidade de São Carlos. O prédio, emprestado pela Sociedade Dante Alighieri à USP desde os anos 1950, foi comprado por esta em 1985. Primeiramente, o prédio serviu como sede provisória da Escola de Engenharia de São Carlos, bem como do Centro Acadêmico Armando De Salles Oliveira (CAASO) até a fundação do atual Campus 1 da USP São Carlos.
Dietrich Schiel casou-se com Mirjian Schiel (sua professora de inglês), que teve atuação política na cidade.

## Arquitetura
A arquitetura do prédio é fortemente influenciada pela imigração italiana do começo do século XX e pela corrente eclética predominante no período. Originalmente, o CDCC tinha apenas um pavimento. O segundo foi construído em 1921.
O Ecletismo chegou à cidade de São Carlos por conta da riqueza advinda do período cafeeiro e pela construção da ferrovia, a partir de 1884. Foi um período de expansão urbana do município. Além disso, grande número de trabalhadores imigrantes traziam consigo conhecimento de métodos construtivos europeus, que foram sendo incorporados às práticas construtivas locais. Construções em estilo Eclético eram símbolo de status social.

## Áreas de exposição de Ciências

### Espaço de Física
O Espaço de Física dispõe de um acervo variado de experimentos que demonstram fenômenos físicos presentes em nosso cotidiano. Dentre os temas, destacam-se eletricidade, magnetismo, geração, transmissão, consumo e fontes alternativas de energia.

### Jardim da Percepção
O Jardim da Percepção é uma exposição de 600m², construída ao ar livre e composta por objetos interativos que exigem o envolvimento intelectual dos visitantes. Os experimentos estão dispostos de maneira a facilitar a compreensão dos temas científicos, recorrendo aos nossos órgãos dos sentidos para perceber a ciência intrínseca neles.

## Observatório astronômico
Denominado Observatório Prof. Dietrich Schiel, integra o Centro de Divulgação da Astronomia, que embora situado no Campus I da USP, é um setor do CDCC. É aberto ao público nas sextas, sábados e domingo, das 20 às 22 horas. Grupos de visitantes são recebidos mediante agenda, particularmente escolares acompanhados de seus professores. São oferecidos além da observação celeste, apresentações multimídia sobre os temas mais diversos em astronomia. Em atividade desde a passagem do Cometa Halley, recebe milhares de visitantes anualmente.

## Biblioteca
O espaço da biblioteca foi readequado para garantir a efetiva acessibilidade às pessoas com necessidades especiais, com a instalação de elevador, piso tátil direcional e de alerta, ampliador de caracteres automático (My Reader – para pessoas com baixa visão); bem como softwares para reconhecimento de voz (Magic com voz) e texto (OPENBOOK). Possui um acervo em literatura especializada (livros sonoros e audiolivros).
O espaço infantil - proporciona um ambiente que convida a criança à leitura e momentos prazeros de lazer.
Sala multimídia - com acesso à internet e Lousa Digital. Monitores orientam os usuários em pesquisas escolares; impressão de trabalhos; acesso e preenchimento de documentos públicos e digitação de currículo. São oferecidos cursos básicos de utilização de ferramentas tecnológicas.
Espaço lúdico - possui jogos educativos com objetivos de desenvolver e criar habilidades que auxiliem o cidadão na construção de conhecimento de forma lúdica e prazerosa.

## Experimentoteca
A Experimentoteca é um Laboratório de Ciências, que pretende racionalizar o uso de material experimental - da mesma maneira que uma biblioteca pública facilita o acesso de um grande número de publicações a um público extenso -, em um sistema de empréstimo sem custo para o usuário.
A Experimentoteca é composta de 102 conjuntos temáticos, sendo 64 para o ensino fundamental e 38 para o ensino médio. Cada conjunto é formado por 10 exemplares do mesmo experimento, de modo que possa ser usado por 10 grupos de alunos simultaneamente, sem a necessidade de laboratórios ou de qualquer infraestrutura especial. Os temas abordados abrangem grande parte do conteúdo de ciências dos ensinos fundamental e médio.

## Quintal Agroecológico
O Quintal Agroecológico é um espaço em que se discutem e se implementam práticas sustentáveis, facilmente reproduzíveis, com o uso consciente do solo e a produção de alimentos livres de agrotóxicos. O quintal proporciona práticas em agroecologia, desencadeia reflexões sobre relações do homem com o meio ambiente e enfatiza as consequências do modelo convencional de agricultura. Isso tudo através de diversos elementos que interessarão a todos em qualquer faixa etária.

## Cineclube
Aos sábados, às 20 horas, o CDCC promove sessões de cinema, para a comunidade em geral, com entrada franca.
O Cineclube tem como objetivo divulgar os grandes filmes considerados cults ou clássicos, para despertar no público o interesse pela diversidade do cinema mundial e incentivá-lo a desenvolver uma cultura cinematográfica. Assim, o cinema deixa de ser somente entretenimento.

## Espaço Interativo de Ciências
Nas dependências do CDCC (Centro de Divulgação Científica e Cultural) funciona o Espaço Interativo de Ciências, EIC. O EIC é um dos eixos do programa Educação e Divulgação Científica, mantido pelo CIBFar (Centro de Pesquisa e Inovação em Biodiversidade e Fármaco) em parceria com a FAPESP, que promove atividades nas áreas de Biologia Estrutural, Biotecnologia, Biodiversidade e Planejamento e desenvolvimento de medicamentos. Nesses espaços, podemos ver modelos de DNA, proteínas, células, e outros dispositivos alusivos à biologia estrutural. Além dessas exposições, o espaço oferece também “[...] cursos e oficinas relacionados à biologia estrutural, biotecnologia e desenvolvimento de medicamentos para alunos e professores, desde o ensino básico até o superior [...]” e um clube de ciências para alunos da rede pública da cidade. Plantas medicinais também são cultivadas em um jardim anexo.
O EIC desenvolve atividades como a produção de materiais educacionais: kits de peças plásticas flexíveis para montar moléculas de ácidos nucleicos e aminoácidos e o jogo de cartas que apresenta os aminoácidos (Aminocartas).
PRÊMIO
Em 2014, o EIC foi premiado em terceiro lugar no Simpósio da Pró-Reitoria de Cultura e Extensão da USP por sua iniciativa de integrar escolas de São Carlos e região nos projetos desenvolvidos pelo CIBFar (jogos educacionais temáticos, mídias interativas, atividades do Clube de Ciências etc.)

## Laboratório de Química
O CDCC conta com um laboratório equipado com ótimas bancadas e material para experimentos de química cobrindo os programas dos ensinos Fundamental e Médio. São realizados experimentos representativos de processos fundamentais importantes para a compreensão da ciência básica que rege o comportamento de diversos compostos químicos. Nesse laboratório também são produzidas as soluções utilizadas no importante programa denominado Experimentoteca, um dos mais importantes do CDCC. Também são realizadas as práticas do Clube de Ciências do Espaço Interativo de Ciências, EIC.

## Visitas a campo
As visitas científicas monitoradas estão entre as principais estratégias utilizadas para a compreensão de temas da área ambiental e do ensino de Ciência no Brasil. É dentro dessa proposta que o CDCC, desde a década de 1980, oferece visitas a campo para grupos de escolares, com o objetivo de possibilitar que alunos e professores realizem atividades de interpretação do meio em áreas naturais e urbanas.